# Dick Schoof
Hendrikus Wilhelmus Maria "Dick" Schoof (født 8. marts 1957 i Santpoort) er en hollandsk embedsmand og politiker, der siden 2. juli 2024 har været landets premierminister. Han har tidligere været generalsekretær i Justits- og Sikkerhedsministeriet fra 2020 til 2024, national koordinator for sikkerhed og terrorbekæmpelse fra 2013 til 2018 og generaldirektør for Nederlandenes efterretningstjeneste fra 2018 til 2020.

## Tidligt liv og uddannelse
Dick Schoof blev født ind i en romersk-katolsk familie som den næstyngste af syv børn. Hans far var kommunal embedsmand i blandt andet socialforvaltningen. Som otteårig flyttede han med sin familie til Hengelo, hvor han gik på Lyceum De Grundel. Fra 1975 til 1982 studerede han by- og regionplanlægning ved Radboud Universitet.

## Karriere

### Civil tjeneste
Schoof begyndte sin karriere som uddannelsespolitisk rådgiver i kommuneforeningen i Holland og blev siden embedsmand i ministeriet for undervisning og videnskaber i 1988. Han var med til at opløse grundskolens byggeafdeling, som han ledede under statssekretær Jacques Wallage. Han var med til at formidle et kompromis mellem Christen-Demokratisch Appel og Partij van de Arbeid, da begge partier var uenige om, hvorvidt skoler eller kommuner skulle stå for vedligeholdelsen af skolebygninger.
Fra 1996 havde Schoof forskellige ledende stillinger inden for sikkerhedsområdet. Han fungerede som vicegeneralsekretær i Ministeriet for Sikkerhed og Justits, før han i 1999 blev udnævnt til direktør i den hollandske udlændingestyrelse IND. Holland oplevede en relativt høj tilstrømning af asylansøgere som følge af Kosovo-krigen, og organisationen havde et betydeligt efterslæb af ansøgninger. Schoof var ansvarlig for at implementere reformer af udlændingeloven under justitsminister Job Cohen i 2001, der forenklede asylproceduren, og han arbejdede på at udvise ansøgere, der ikke opfyldte kravene. Antallet af asylansøgninger faldt, hvilket Schoof tilskrev den strengere migrationspolitik. En senere evaluering konkluderede, at lovgivningen havde mere begrænset effekt, hvilket tyder på, at eksterne faktorer var de primære årsager til faldet. Schoof forlod IND for at blive generaldirektør i indenrigsministeriet i 2003, hvor han stod for omstruktureringen af politistyrken fra en regional organisering til ét enkelt landsdækkende korps.
Efter at have været generaldirektør i Ministeriet for Sikkerhed og Justits (fra 2010 til 2013) blev Schoof udnævnt til national koordinator for sikkerhed og terrorbekæmpelse (NCTV).
Efter nedskydningen af Malaysia Airlines Flight 17 koordinerede han den hollandske kriserespons, hvilket styrkede hans forhold til premierminister Mark Rutte. Da Schoof anmodede om en uafhængig undersøgelse fra Twente University af udførelsen af sit embede, blev han anklaget for at blande sig. Han udøvede pres for at mildne dens hovedkonklusion.
Schoof ledede Nederlandenes efterretningstjeneste som generaldirektør fra 2018 til 2020. Avisen De Volkskrant skrev, at hans relativt korte embedsperiode var præget af et kultursammenstød. Schoof forsøgte uden held at gøre tjenesten mere udadvendt, blandt andet gennem samarbejder med institutioner og universiteter. I 2019 advarede han undervisningsministeriet og bystyret i Amsterdam om, at tilhængere af salafi-bevægelsen var i bestyrelsen for en islamisk skole. Hans budskab blev opfattet som en måde at udøve pres på, og det modtog kritik for at sætte gang i polarisering.
I december 2019 blev det annonceret, at Schoof ville efterfølge Siebe Riedstra som generalsekretær i Justits- og Sikkerhedsministeriet, den højeste ikke-politiske stilling i ministeriet. Udnævnelsen trådte i kraft den 1. marts 2020. I sin rolle var han involveret i forhandlinger om en asylreform, der førte til sammenbruddet af det fjerde Rutte-kabinet i juli 2023. Da Schoof nåede den formelle pensionsalder i marts 2024, valgte Schoof ikke at gå på pension og fik dispensation til at arbejde i tre år mere.

### Politisk karriere
Schoof var passivt medlem af Partij de Arbeid (PvdA) i over 30 år, indtil han forlod partiet i begyndelsen af 2021. Efter valgsejren til Geert Wilders populistiske Parti for Frihed (PVV) i november 2023, kaldte Schoof det et signal om mistillid til regeringen i et interview. Han sagde, at folk ikke kunne tage fejl, hvis de stemte på PVV i så stort antal.
Den 16. maj 2024 præsenterede PVV en højreorienteret koalitionsaftale med Folkepartiet for Frihed og Demokrati (VVD), Nieuw Sociaal Contract (NSC) og BoerBurgerBeweging (BBB). Som en del af forhandlingerne blev de fire partiledere enige om, at ingen af dem ville fungere som premierminister. PVV havde oprindeligt foreslået Ronald Plasterk til stillingen, men han trak sig på grund af beskyldninger om svindel. Schoof blev efterfølgende nomineret til embedet som premierminister den 28. maj 2024 af koalitionspartierne under undersøger Richard van Zwol. Han blev taget i ed den 2. juli af kong Willem-Alexander.

## Personlige liv
Schoof bor i Zoetermeer med sin partner. Sammen med sin ekskone, Yolanda Senf, har han to døtre, Yasmin og Celine, som blev adopteret fra Kina. Han kan lide at løbe, efter at have gennemført sit første maraton i 1987 og sit 18. maraton i 2024. Schoofs storebror Nico Schoof er tidligere borgmester i kommunerne Akersloot, Limmen, Heiloo og Alphen aan den Rijn for partiet D66.
Schoof er katolik.